# Zmijonoščev superskup
Zmijonoščev superskup, obližnji galaktički superskup u zviježđu Zmijonoscu. Superskup tvori daleki zid u Zmijonoščevoj praznini; može takođerbiti u svezi s vlaknom, sa superskupom Paun-Indijanac-Teleskopom i Herkulovim superskupovima. Ovaj je superskup centriran na Zmijonoščev skup, cD skup, i ima dva manja galaktička skupa, još četiri galaktičke skupine, nekoliko poljskih galaktika u svom sastavu.
U veljači 2002. znanstvenici su u Zmijonoščevom superskupu zabilježili najjaču eksploziju od velikog praska.